# Caballeriza Real

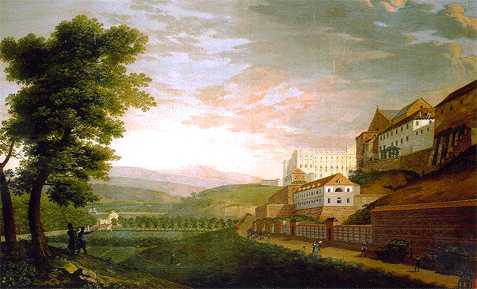
Vista del Palacio Real con la Caballeriza a la derecha.

Las Caballerizas Reales es un conjunto de caballerizas para alojamiento y criadero de caballos de raza al servicio de la Monarquía española.
La Caballeriza Real en España se dividía en cuatro cuarteles o departamentos, todos bajo la dirección, cuidado y mando de un mismo Jefe superior y de unos mismos oficios de cuenta y razón, bien que cada uno de estos cuarteles tenía sus jefes inmediatos, para el celo del cumplimiento de la obligación de sus subalternos y del mecanismo de cada ramo.
El empleo de Caballerizo Mayor y Ballestero Mayor, que de inmemorial están unidos y los sirve una misma persona era uno de los más distinguidos del Reino y el que le obtenía debe ser precisamente grande de España. Gozaba de muchas prerrogativas, como servirse del tren del Rey, ir por dentro de la Corte con tiro de mulas o caballos, con Correo delante, Caballerizo de Campo al estribo, etc. servir el estoque en las Juras de los Príncipes, dar en Campaña las órdenes al Ejército, mandar la plaza delante de los Reyes en las fiestas de toros y otras varias que se pueden ver en autores regnícolas y excranjeros.
Había también un Primer Caballerizo, para suplir ausencias y enfermedades del principal superior que regularmente lo era un segundo de Casa Grande, con veinte Caballerizos de campo que eran Títulos o Caballeros distinguidos y servían a caballo al estribo del coche repartiendo la servidumbre por turno y por Cuarteles de a diez individuos cada seis meses.
Para el gobierno de la caballeriza y despacho de los asuntos que ocurren, tenía el Caballerizo Mayor una Oficina compuesta de un Secretario y un Oficial nombrados por el Rey a proposición suya y para la mejor cuenta y razón de los caudales que se libraban para los gastos de estos ramos había un Veedor general con cuatro Oficiales y un Portero y un Contador con seis Oficiales y otro Portero.

## Cuarteles de las caballerizas
- El primer cuartel, que era el de los caballos de regalada o de montar, se componía de un Palafrenero, de un Teniente Palafrenero, de seis Ayudantes, de un Herrador de caminos, de dos Ayudas de este, de cinco Músicos, uno de timbal y cuatro de clarín y trompa, de tres Picadores, de tres Ayudas de Picador, de dieciocho Domadores y de trescientos treinta y dos Palafreneros o Mozos de caballos y dos Porteros.
- El segundo cuartel era el de caballos de coche y se componía de un jefe, de un Ayudante, de un Herrador, de catorce Cocheros de arquilla o Tronquistas y Delanteros o Postillones y de noventa y seis Mancebos o Mozos de caballos para su cuidado y limpieza y para la de los coches y guarniciones.
- El tercero era el cuartel de mulas o de coches el cual consta de un Sobrestante de coches, de un Teniente, de ocho Correos, de seis Ayudantes, de tres Mariscales o Herradores de número, de cuarenta y siete lacayos, de seis Volantes, de dieciocho Mozos de silla, de dos Guardacoches, de ciento diecisiete Cocheros tronquistas y delanteros, de trescientos treinta y cinco Mancebos o Mozos de mulas que servían para su limpieza y cuidado para lavar los coches y guarniciones y para conducir los cajones de las escopetas del Rey en mulas de carga y de un Portero.
- El último y cuarto cuartel o departamento era el de la ballestería que comprendía un Ballestero principal, trece Ballesteros de número, ocho Ballesteros agregados, un Médico, un Cirujano, cuatro Arcabuceros, un Portero, dieciséis Mozos de trailla, un Halconero y seis Huroneros, ocho Ayudas de Huroneros, un Pajarero, un Pescador y tres Cazadores.

## Otros departamentos
Había también tres Yeguadas, una de caballos de silla o de montar, otra de caballos de coche y otra al contrario o de mulas, que se componían de tres Mayorales, de tres Ayudas de estos, de dos Herradores, de veinte y seis Yegüeros de número con librea del Rey y del número competente de Pastores o Temporeros para su cuidado.
Había asimismo un Guadarnés para el cuidado de las sillas, guarniciones, aderezos y todo lo demás que corresponde a la Caballeriza y sus oficios de manos y para la suministración por menor a los cuarteles que se componía de un jefe, de dos Ayudas, de un Mozo de oficio y del número competente de Mozos ordinarios para la fatiga de la limpieza y aseo de todos sus efectos.
Para la suministración del pienso al ganado, y de otros útiles para la limpieza, como escobas, palas, cribas, harneros, esponjas, etc. había un oficio que se llama de Librador, que tiene su Jefe, su Ayuda y dos Mozos.
Para el conocimiento de las causas de los individuos de la Real caballeriza, había un Juez Asesor que debía ser un Ministro del Consejo de Castilla, un Abogado fiscal, un Escribano y dos Alguaciles.
Los Reyes de Armas o Heraldos, que servían en las Aclamaciones, Juras de Soberanos, Exequias, Publicaciones de paces y otras funciones públicas, eran seis, los cuales daban sus certificaciones de Escudos de Armas. Vestían uniforme de Caballerizo de Campa y en las Fiestas públicas sus cotas. Se les suministraban caballos por la caballeríza y estaban sujetos al Caballerizo Mayor como igualmente los Maceros, que eran cuatro y su oficio principal era la asistencia a las Juras y Exequias de los Soberanos.
La Armería del Rey o depósito y colección de armaduras antiguas o de particular mérito, que pertenecía también a la Real Caballeriza tenía un Armero Mayor o Jefe, dos Ayudas y el número necesario de Oficiales para su cuidado y conservación y nadie podía verla sin permiso por escrito del Caballerizo Mayor.
La Casa de Pajes, que también estaba sujeta al Caballerizo Mayor, se componía de veinticuatro Pajes que habían de ser Caballeros, de un Ayo o Director, de cuatro Maestros Eclesiásticos, que habían de enseñar las Primeras letras, la Gramática, la Retórica, la Filosofía en todas sus partes, la Historia, la Geografía y las Matemáticas; de un Maestro de Baile, otro de Esgrima, de uno de Lengua francesa, de otro de Violín y otro de Equitación.
Para su asistencia, tenía el competente número de Ayudas de cámara, Enfermeros, Oficiales de boca, Sastres, planchadoras y demás necesarios bajo la inmediata dirección de un Mayordomo.
Todos los Ramos de la Real caballeriza y los individuos de que se componían, estaban sujetos al Caballerizo y Ballestero Mayor, que a quien, como tal Caballerizo y Ballestero Mayor, correspondía el nombramiento, por sí, de la mayor parte de los empleos, consultando al rey para los demás que eran de provisión Real.
La Montería se componía de un Montero mayor, que era grande de España, de un Teniente de Montero Mayor, de un Secretario, de un Capellán, de un Cirujano, de quatro Monteros de a caballo, de treinta y cinco Monteros de a pie y de un Alguacil de redes.